# Капаклиево
Капаклиево (укр. Капаклієве, в прошлом Копаклеевка, Капоклеевка) — село в Раздельнянском районе Одесской области Украины. Численность населения на 1 января 2019 года составляла 26 человек.
Через село протекает река Карпов Яр, левый приток реки Свиной, которая впадает в Хаджибейский лиман.

## Население
Согласно переписи УССР 1989 года численность населения села составляла 81 человек, из которых 38 мужчин и 43 женщины. Население по переписи 2001 года составляло 46 человек.
| Статистика населения в разные годы |            |            |            |            |
|                                    | 01.01.2016 | 01.01.2017 | 01.01.2018 | 01.01.2019 |
| количество дворов                  | 25         | 25         | 25         | 25         |
| количество населения               | 29         | 27         | 25         | 26         |
| в т.ч.: детей дошкольного возраста | -          | -          | -          | -          |
| детей школьного возраста           | -          | -          | -          | -          |
| граждан пенсионного возраста       | 7          | 7          | 6          | 4          |

## История
При археологических раскопках здесь было обнаружен шлифованный со сверлиною каменный топор-молот. Экспонат находится в Одесском историческом музее.

## Достопримечательности
В селе находятся руины церкви великомученика Георгия, построенной в 1868 году.

Руины
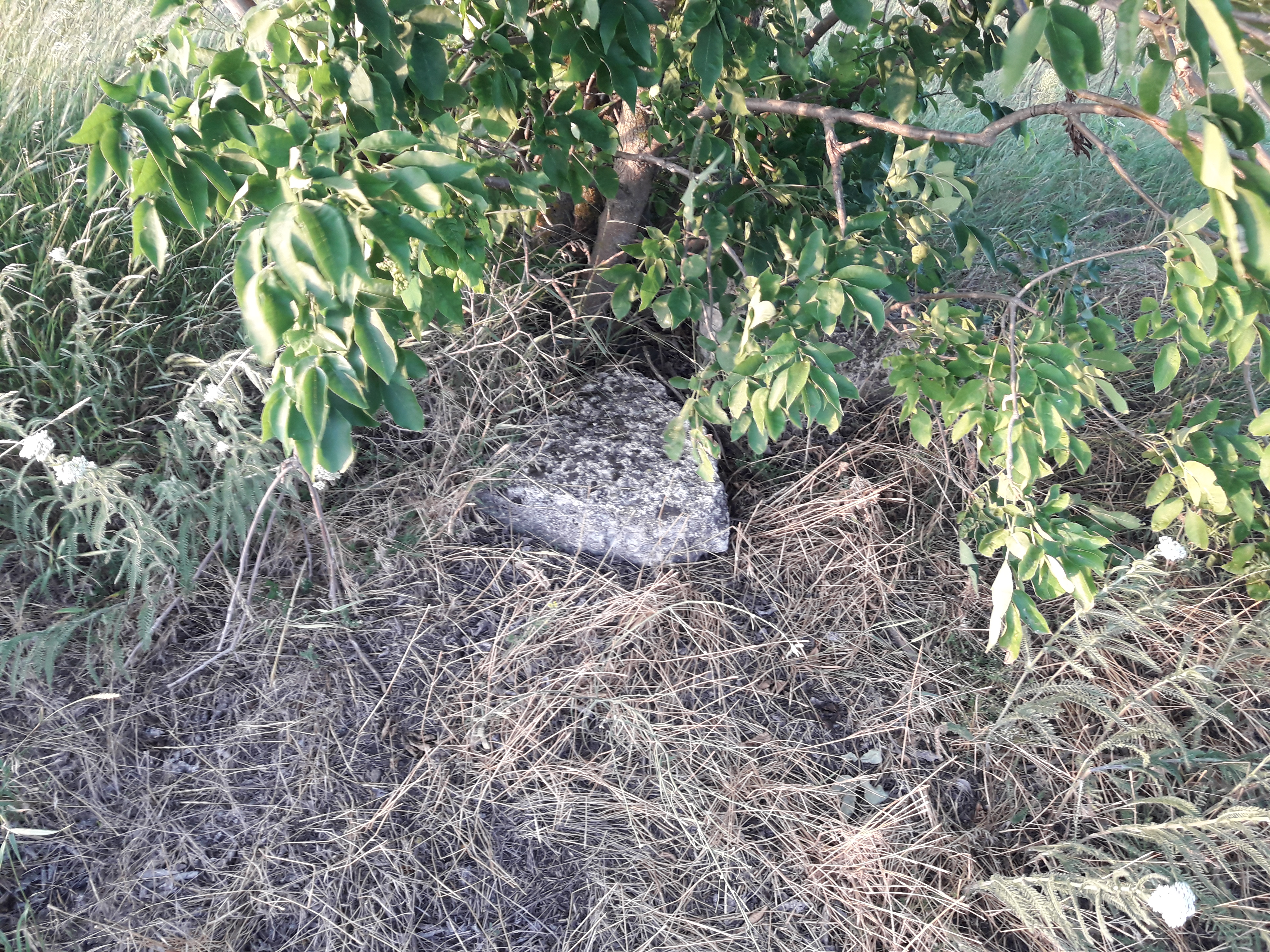
Остатки церковного забора
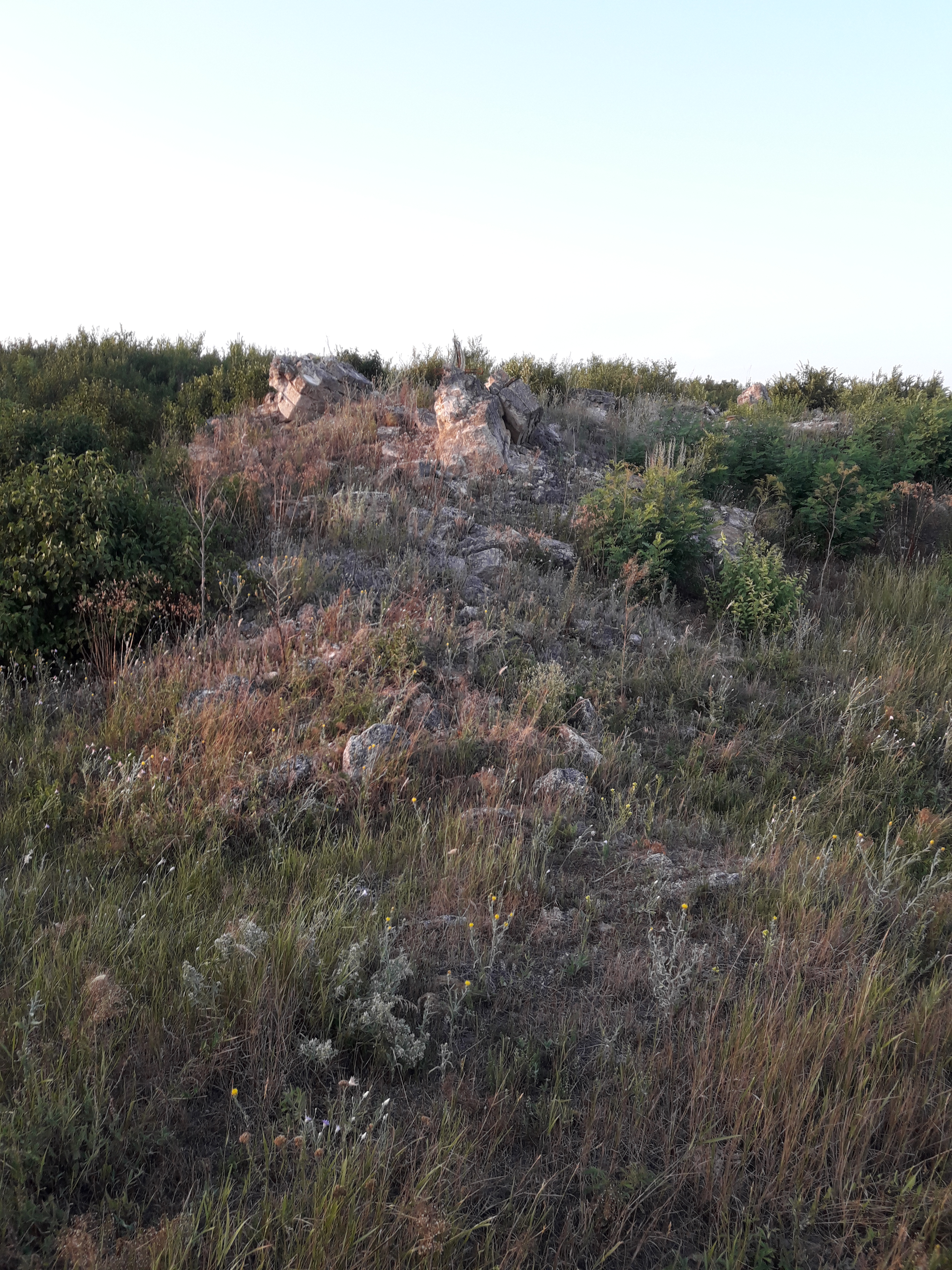
Камни церковной колокольни
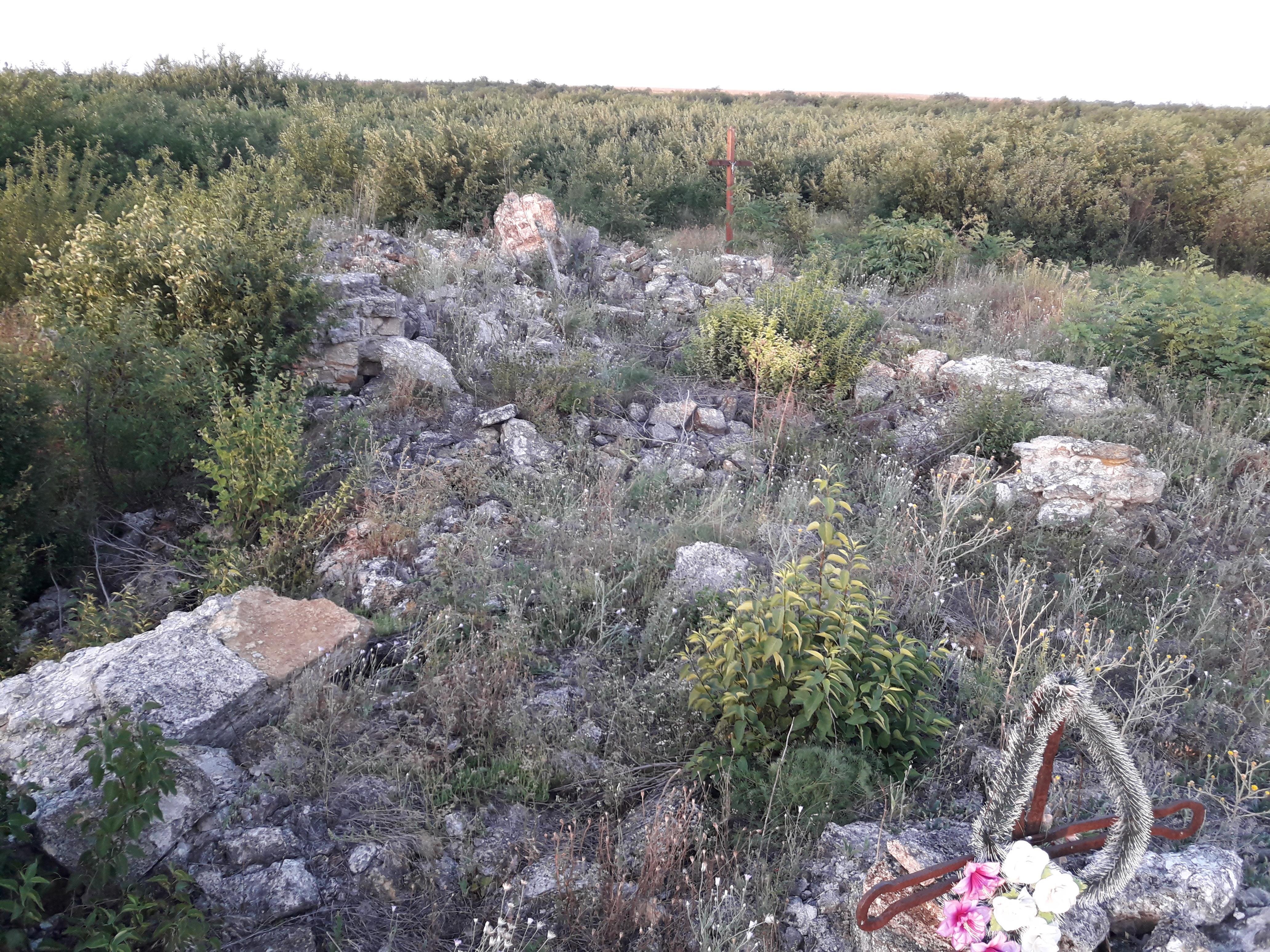
Вид сверху
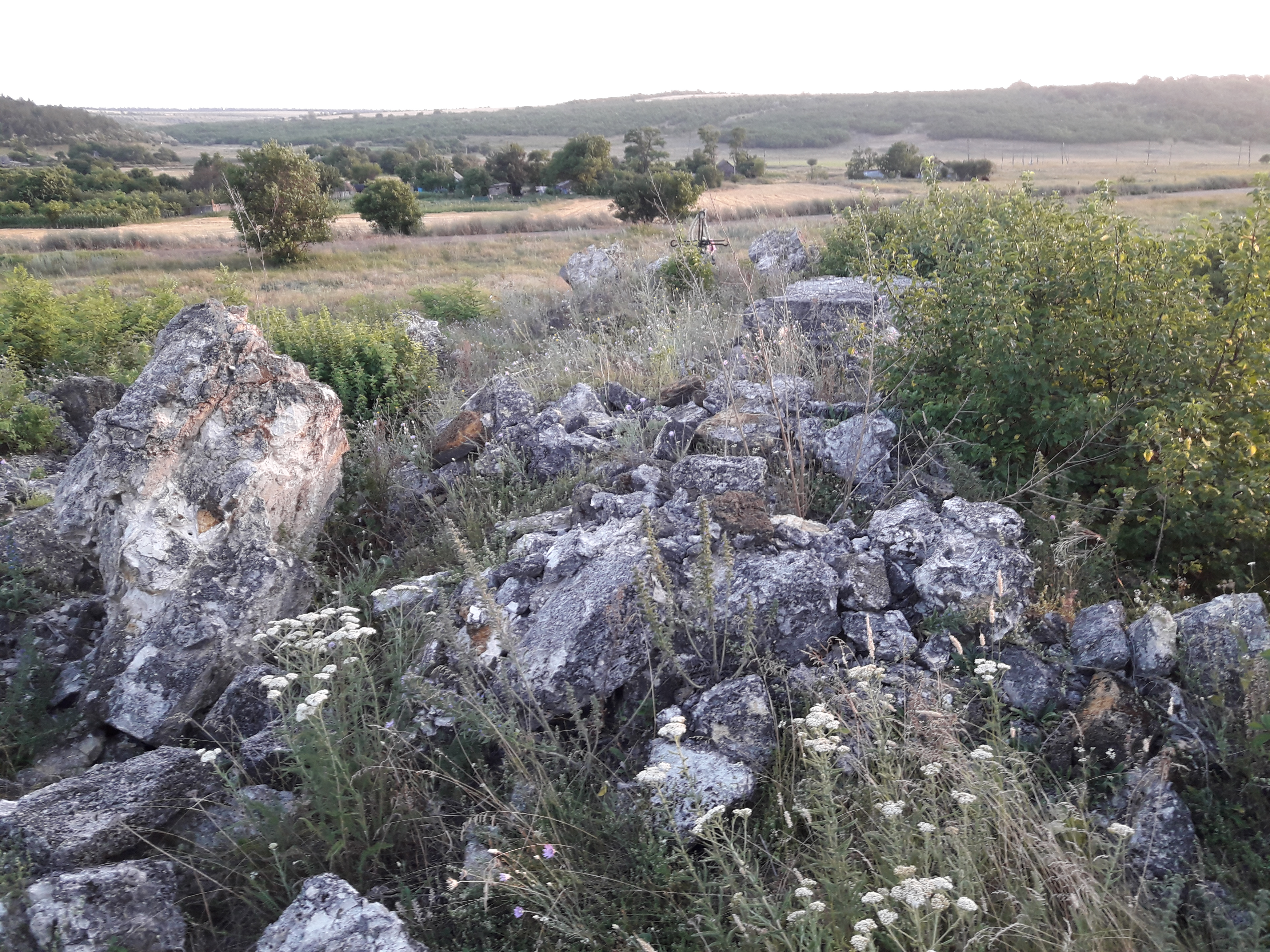
Вид сверху
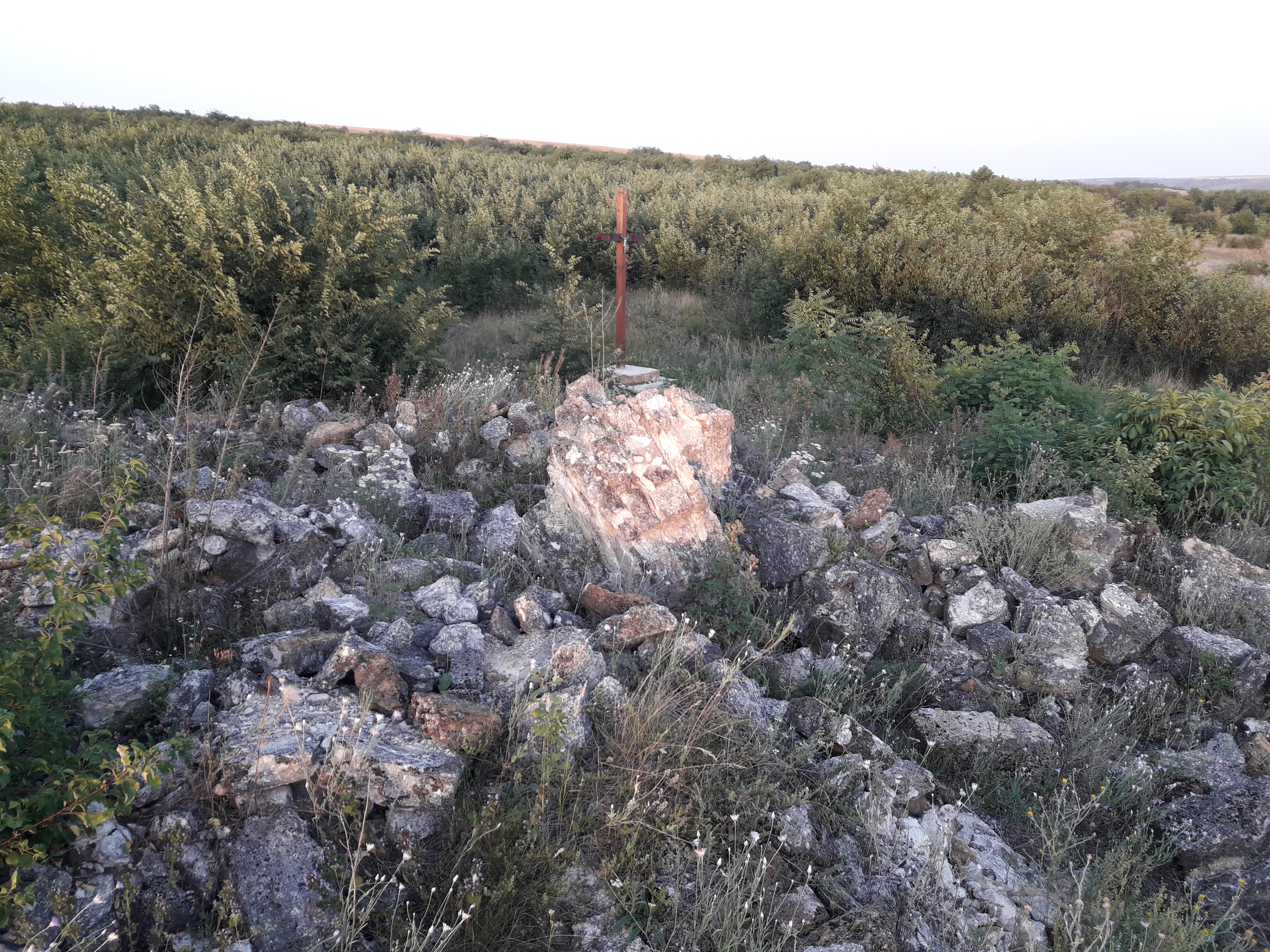
Там дальше был дом приходского священника
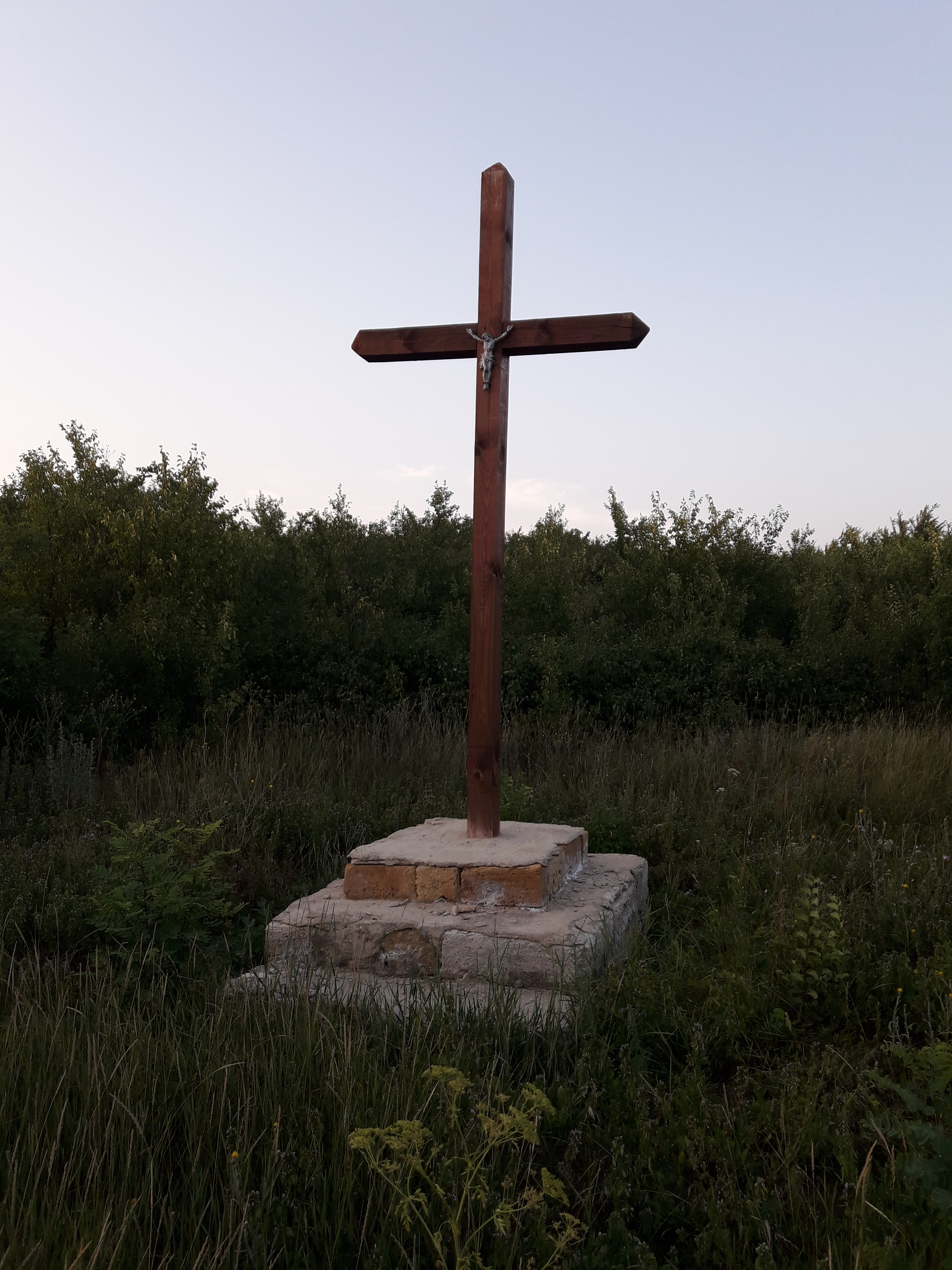
Современный крест
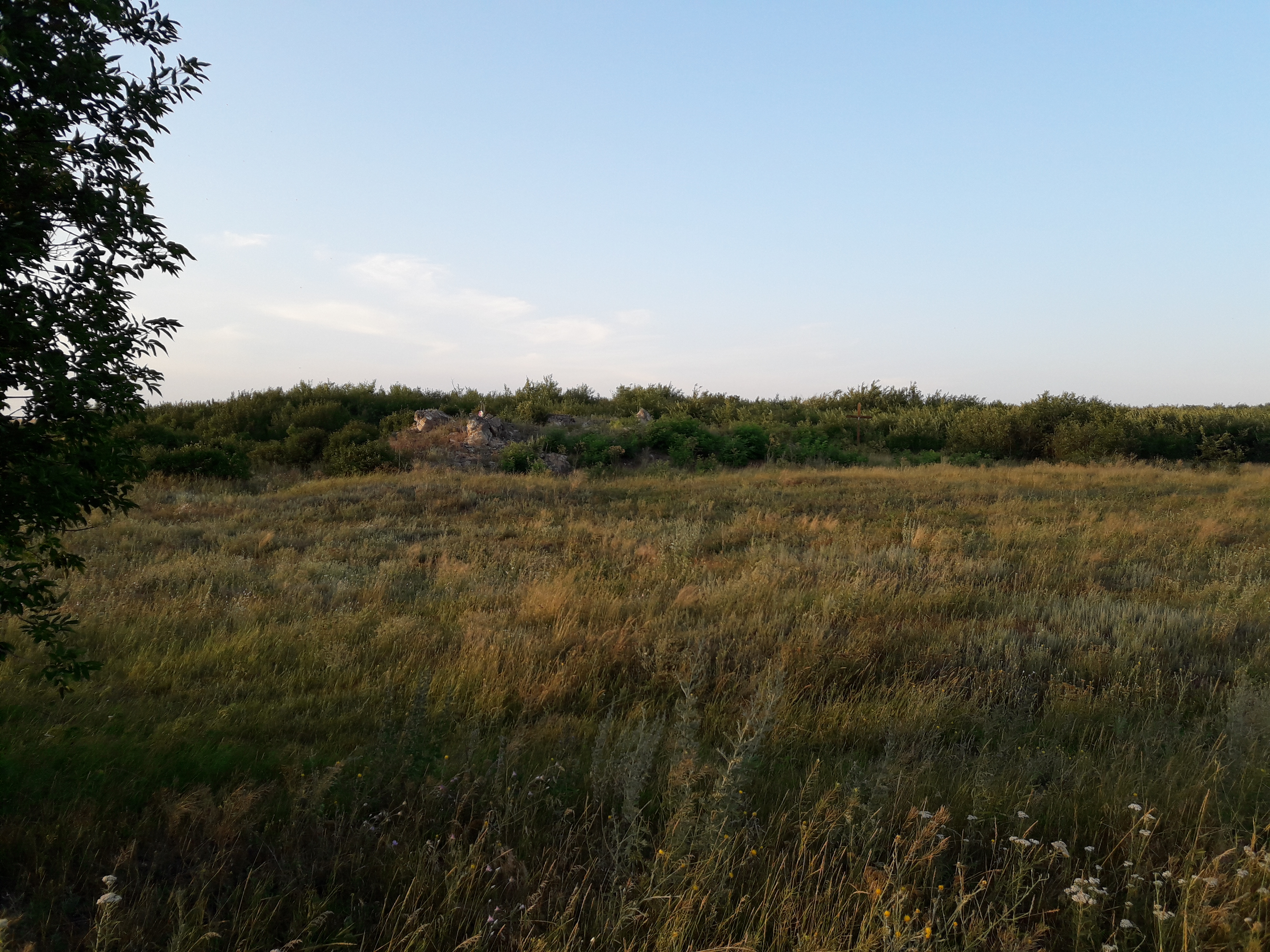
Общий вид